# Robert Gawłowski
Robert Gawłowski (ur. 1957) – polski poeta, dramaturg, dziennikarz, eseista, scenarzysta, krytyk literacki, autor audycji i słuchowisk radiowych.
Absolwent filologii polskiej Uniwersytetu Wrocławskiego. Ukończył studia doktoranckie pod kierunkiem prof. dra hab. Jacka Łukasiewicza (UWr., 1986). W latach 90. XX w. studiował marketing medialny na United States Information Agency (Waszyngton, 1994); ekonomię radia w Centre Training Radio Deutsche Welle (Kolonia, 1995) i pracował w BBC (Londyn, 1995).

## Kariera zawodowa
- Biblioteka Zakładu Narodowego im. Ossolińskich, Wrocław
- Ośrodek Teatru Otwartego „Kalambur”, Wrocław
- nauczyciel języka polskiego
- Polskie Radio Wrocław od 1991, zastępca dyrektora rozgłośni, szef Programu Regionalnego (do 1996)
- Radio Deutsche Welle w Kolonii, Redakcja Polska (1996–1997)
- Instytut Dziennikarstwa i Komunikacji Społecznej Uniwersytetu Wrocławskiego, wykładowca (1998 - 2008),
- Universität der Künste Berlin(inne języki), wykładowca (2005)
- Teatr Polski we Wrocławiu, zastępca dyrektora (2006–2008)

## Publikacje
Wiersze, artykuły, eseje publikował w czasopismach, antologiach w Polsce oraz za granicą. Członek Stowarzyszenia Pisarzy Polskich oraz PEN Greece w Atenach. 
Poezja
- Nie ukrywajmy tego szaleństwa, Młodzieżowa Agencja Wydawnicza, Warszawa 1983, ISBN 83-203-2025-9.
- Ograniczony wybór, Ośrodek Teatru Otwartego „Kalambur”, Wrocław 1984
- Marco Polo szuka nowej drogi, KOK, Kłodzko 1984
- Marko Polo, Młodzieżowa Agencja Wydawnicza, Warszawa 1987, ISBN 83-203-2634-6.
- Podróż chroniczna, Warszawa 1997, ISBN 83-85683-19-4.
- Georg – ostatnie chwile, ostatnie błyski: poemat w dwudziestu siedmiu odsłonach z epilogiem „OKiS”, Wrocław 1998, ISBN 83-87104-10-8[3]
- Pył, Akwedukt, Wrocław 2020
- Dotknięcie, Towarzystwo Przyjaciół Sopotu, Sopot 2020, ISBN 978-83-65662-53-8.
- Wieża wiatrów, Akwedukt, Wrocław 2021
- Życie wieczne, Biblioteka „Toposu”, Gdańsk – Kraków 2022, ISBN 978-83-61005-78-0.
- Peregryn, Ośrodek Kultury i Sztuki, Wrocław, 2022 ISBN 978-8367067-30-0.
- Boskie światło / Göttliches Licht / Božské světlo, wydanie polsko-niemiecko-czeskie, Akwedukt - Senfkorn Verlag - Pulchra, Wrocław – Görlitz – Praha 2024 ISBN 978-83959708-6-3, 978-3-935330-52-7, 978-80-7564-104-5.

Proza
- Pan Świat, Wrocław 2018

Dramaty
- Droga w ciemności, Wrocław 1991,
- Chora prowincja, Wrocław 2006,
- Ikar?, Wrocław 2010.

Esej
- Książeczka o poezji, Witryna Artystów. KOK, Kłodzko 1997, ISBN 83-904567-6-1.
- Die gemeinsame Heimat, w: Dichter und Literatur..., Kamenz 1998.

## Nagrody i wyróżnienia
- Nagroda im. Stanisława Wyspiańskiego I stopnia w dziedzinie literatury (1988)
- Nagroda Fundacji Kultury (1994)
- Wyróżnienie za realizację projektu Radio Copernicus PRIX ARS ELECTRONICA (2006)[4]
- trzy nominacje do Nagrody Poetyckiej im. K. I. Gałczyńskiego – Orfeusz za tomy Pył (w 2021), Peregryn ( w 2023)[5] i Otium i inne wiersze rzymskie (w 2025)[6]